# Poullan-sur-Mer
Poullan-sur-Mer is een gemeente in het Franse departement Finistère, in de regio Bretagne. De plaats maakt deel uit van het arrondissement Quimper. Poullan-sur-Mer telde op 1 januari 2022 1.460 inwoners.

## Geografie
De oppervlakte van Poullan-sur-Mer bedroeg op 1 januari 2022 30,35 vierkante kilometer; de bevolkingsdichtheid was toen 48,1 inwoners per km².

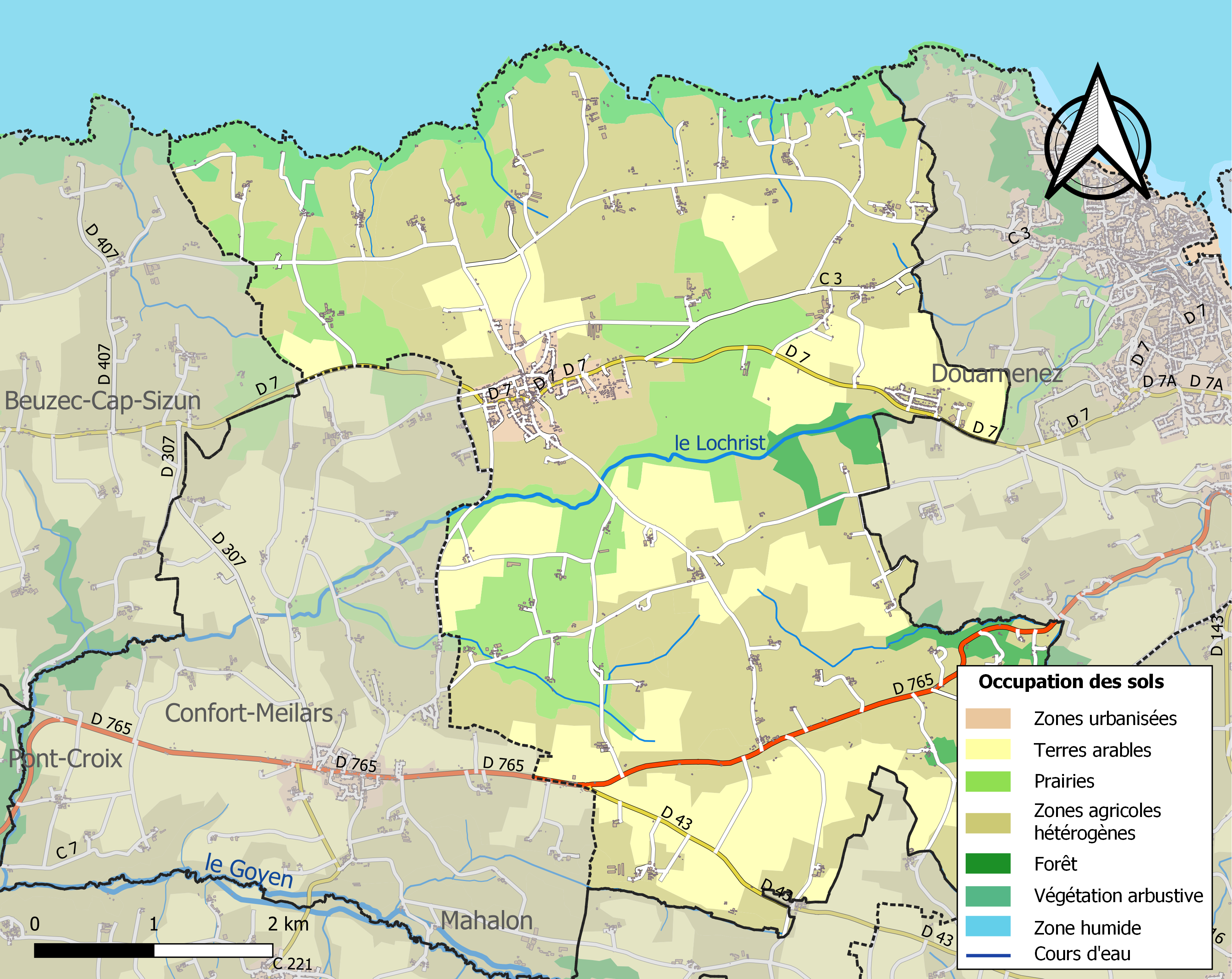
Kaart van de gemeente met belangrijkste infrastructuur, bodemgebruik en omliggende gemeenten

## Demografie
Onderstaande figuur toont het verloop van het inwonertal (bron: INSEE-tellingen).